# Dypsis pervillei
Dypsis pervillei – gatunek palmy z rzędu arekowców (Arecales). Występuje endemicznie na Madagaskarze, w prowincji Toamasina. Był zaobserwowany w rezerwacie ścisłym Betampona. Znane są tylko 2-5 jego naturalne stanowiska. Prawdopodobnie jest gatunkiem wymarłym, ponieważ nie był widziany od ponad 70 lat.
Rośnie w bioklimacie wilgotnym.